# Infinite synthesis 5
『infinite synthesis 5』（インフィニット・シンセシス・ファイブ）は、日本の音楽ユニット・fripSideが2019年10月30日にNBCユニバーサル・エンターテイメントジャパンから発売した第2期6枚目（通算11枚目）のオリジナルアルバムである。

## 内容
前作『infinite synthesis 4』から約1年ぶりのオリジナルアルバム。
初回限定盤Blu-ray版と初回限定盤DVD版、通常盤の3形態で発売され、各初回限定盤には今作のリード曲「when chance strikes」のミュージック・ビデオとメイキング映像、今作のスポットCM映像、2019年3月8日にパシフィコ横浜・国立大ホールにて行われたライブツアー『fripSide Concert Tour 2018-2019 -infinite synthesis 4- supported by animelo mix』のライブ映像を収録したBlu-rayとDVDが同梱されている。

## 収録曲
1. when chance strikes [4:23]
作詞・作曲：八木沼悟志
編曲：八木沼悟志、齋藤真也
今作のリード曲。2019年10月23日に先行配信が行われた[2]。ミュージック・ビデオはライブハウスでの撮影となっており、第2期fripSide（コラボ除く）としては初めて有名人が出演しないMVとなったが、ファンクラブ「freakSide」で募集されたエキストラが出演している。
ベストアルバム『the very best of fripSide 2009-2020』にも収録。
2. Love with You [5:03]
作詞・作曲・編曲：八木沼悟志
15thシングルの表題曲。
3. perpetual wishes [5:20]
作詞：八木沼悟志
作曲・編曲：八木沼悟志、齋藤真也
4. rain of blossoms [5:59]
作詞・作曲：八木沼悟志
編曲：齋藤真也
ベストアルバム『the very best of fripSide -moving ballads-』にも収録。
5. lighting of my heart [5:26]
作詞・作曲・編曲：八木沼悟志
6. as before [5:18]
作詞・作曲：八木沼悟志
編曲：八木沼悟志、川﨑海
7. light at the end [4:29]
作詞：南條愛乃
作曲：八木沼悟志
編曲：齋藤真也
8. frosty breeze [5:28]
作詞・作曲・編曲：八木沼悟志
ベストアルバム『the very best of fripSide -moving ballads-』にも収録。
9. change your core self [5:30]
作詞：南條愛乃
作曲・編曲：八木沼悟志、川﨑海
10. brand new world [5:07]
作詞：八木沼悟志
作曲・編曲：齋藤真也
11. endless entropy [4:58]
作詞：八木沼悟志
作曲：八木沼悟志、川﨑海
編曲：川﨑海
12. glorious wind [5:45]
作詞・作曲・編曲：八木沼悟志
13. believe in your future [4:32]
作詞：南條愛乃
作曲・編曲：八木沼悟志

## 収録映像曲
本編
1. killing bites
2. under a starlit sky
3. way to answer
4. one dream
5. colorless fate -version 2018-
6. beyond the horizon
7. 1983-schwarzesmarken- (IS3 version)
8. divine criminal
9. snow of silence
10. white relation (IS4 version)
11. breaking dawn
12. late in autumn
13. close to you
14. adverse wind
15. sister's noise
16. you only live once
17. white forces
18. Like a blink, a short night.
19. sky -crossroads version-
20. Edge of the Universe
21. Love with You

アンコール
1. only my railgun
2. black bullet
3. Two souls -toward the truth-

## 参加ミュージシャン

### CD
fripSide
- 八木沼悟志：Keyboard & Synthesizer、Chorus
- 南條愛乃：Vocal

Additional Musician
- a2c：Guitar (#2,3,5,8,12)
- 戸口田隆広：Guitar (#9,11)
- 城石真臣：Guitar (#1,4,7)
- 井上裕治：Guitar (#6,13)

### Blu-ray・DVD
fripSide
- 八木沼悟志：Synthesizer、Chorus
- 南條愛乃：Vocal

バンドメンバー
- 八木一美：Drums
- 北村雄太：Bass
- 大島信彦：Guitar
- 星野威：Guitar
- 川﨑海：DJ、Keyboard
- 古島知久：Manipulator

## タイアップ
- 毎日放送・TBSアニメイズムB1枠アニメ『寄宿学校のジュリエット』オープニングテーマ (#2)
- Android/iOS専用中華人民共和国向け携帯電話ゲーム「ラグナロクオンライン」新エピソードEP3.5「櫻之花嫁」テーマソング (#3)
- Android/iOS専用中華人民共和国向け携帯電話ゲーム《封印者M》主題歌 (#5)